# Episodi di Soko 5113 (trentaseiesima stagione)
La trentaseiesima stagione della serie televisiva Soko 5113 è stata trasmessa in anteprima in Germania dalla ZDF tra il 25 ottobre 2010 e il 22 aprile 2011.
| nº | Titolo originale           | Titolo italiano | Prima TV Germania | Prima TV Italia |
| -- | -------------------------- | --------------- | ----------------- | --------------- |
| 1  | Im Schatten des Todes      |                 | 25 ottobre 2010   |                 |
| 2  | Tod eines Hochzeitsplaners |                 | 1º novembre 2010  |                 |
| 3  | Herbstzeitlose             |                 | 8 novembre 2010   |                 |
| 4  | Der Fluch des Osiris       |                 | 15 novembre 2010  |                 |
| 5  | Der Ärger mit Bruno        |                 | 22 novembre 2010  |                 |
| 6  | Schmarotzer                |                 | 29 novembre 2010  |                 |
| 7  | Masken                     |                 | 6 dicembre 2010   |                 |
| 8  | Nur fünf Minuten           |                 | 13 dicembre 2010  |                 |
| 9  | Kopflos                    |                 | 20 dicembre 2010  |                 |
| 10 | Auf der Jagd               |                 | 27 dicembre 2010  |                 |
| 11 | Zimmer 105                 |                 | 3 gennaio 2011    |                 |
| 12 | Hausmach                   |                 | 10 gennaio 2011   |                 |
| 13 | Tod eines Sergeants        |                 | 24 gennaio 2011   |                 |
| 14 | Unter die Haut             |                 | 31 gennaio 2011   |                 |
| 15 | Für die gute Sache         |                 | 7 febbraio 2011   |                 |
| 16 | Hals über Kopf             |                 | 14 febbraio 2011  |                 |
| 17 | Mord auf der Wiesn         |                 | 21 febbraio 2011  |                 |
| 18 | Untreu bis in den Tod      |                 | 28 febbraio 2011  |                 |
| 19 | Loverboy                   |                 | 7 marzo 2011      |                 |
| 20 | Bis(s) in alle Ewigkeit    |                 | 14 marzo 2011     |                 |
| 21 | Schlussapplaus             |                 | 22 aprile 2011    |                 |